# Pornografía en Corea del Norte

Un mapa que muestra el mundo según las leyes de pornografía. Las partes en rojo (incluida Corea del Norte) indican que la pornografía es ilegal.
Totalmente legal
Parcialmente legal, bajo algunas restricciones o estaus ambiguo
Ilegal
Datos no disponibles

La pornografía en Corea del Norte está prohibida. El gobierno castiga severamente la producción, distribución e importación de pornografía. Sin embargo, la pornografía está muy extendida en el país porque la gente la importa o la produce localmente en secreto. La posesión del primer material pornográfico se hizo popular entre las élites a fines de la década de 1990, cuando Kim Jong-il gobernaba el país. Los altos funcionarios políticos y militares eran los consumidores más activos de pornografía. Hoy en día, la pornografía se vende abiertamente en la frontera con China-Corea del Norte, a pesar de los intentos del gobierno de restringir la circulación. La mayor parte del contenido consumido en Corea del Norte se produce fuera del país, con una proporción significativa de grabaciones chinas pirateadas de baja calidad. Las películas pornográficas de producción local suelen involucrar a mujeres desnudas o semidesnudas que bailan al son de la música.

## Historia
La sexualidad está restringida en la cultura conservadora de Corea del Norte.  Algunos desertores dicen que la falta de educación sexual en el país hace que los jóvenes aprendan sobre el sexo a través de la pornografía, y también que los adultos ven menos pornografía que los jóvenes. Mostrar interés en la pornografía puede convertir a alguien en sujeto de la red de vigilancia masiva del país.
Las revistas y películas pornográficas que se venden en el mercado negro se distribuyen como CD denominados «Sex-R» (CD-R sex) y se clasifican por calidad de vídeo, que en su mayoría es deficiente porque la mayoría de ellos son grabaciones piratas de China. Los mercados y los métodos de distribución continúan desarrollándose. La venta no autorizada de pornografía tiene lugar, por ejemplo, en el mercado de Tongil en Pyongyang. En la frontera entre China y Corea del Norte, la pornografía se comercializa al aire libre. La exposición a la pornografía china también ha aumentado el número de abortos.
La pornografía comenzó a difundirse entre las élites del país a fines de la década de 1990. Después de eso, la práctica se extendió también a otros estratos sociales. Las obras pornográficas domésticas a menudo presentan a mujeres norcoreanas desnudas o en bikini bailando al son de la música. La Literature and Art Publishing publicó en secreto un libro pornográfico, Licentious Stories, para uso de los funcionarios del partido. En 2000, el Comité Central de Radiodifusión de Corea también publicó un vídeo pornográfico para empleados. La pornografía importada ahora ha reemplazado a la pornografía doméstica. Las élites políticas y militares son los consumidores más activos de pornografía. Alquilar un CD por una hora cuesta ₩ 2000. Se sabe que los estudiantes de secundaria los alquilan.